# 425

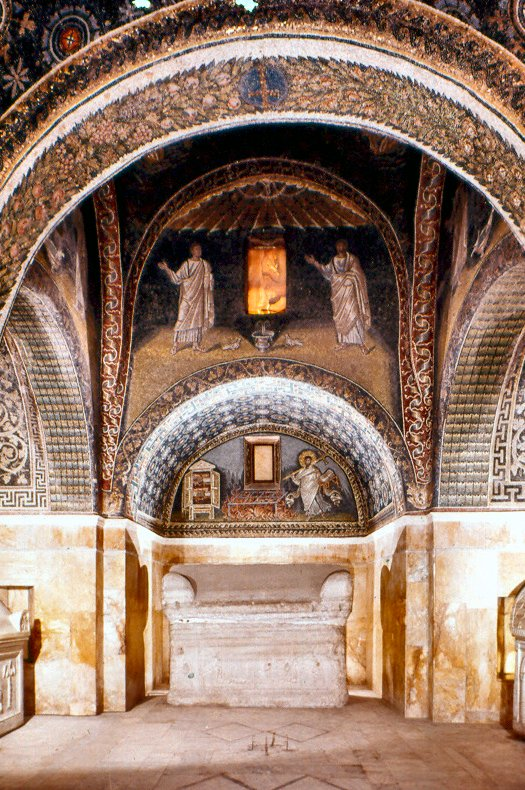
Mausoleum van Galla Placidia (Ravenna)

Het jaar 425 is het 25e jaar in de 5e eeuw volgens de christelijke jaartelling.

## Gebeurtenissen

### Klein-Azië
- 27 februari - Keizer Theodosius II sticht de Universiteit van Constantinopel. Op de hogeschool wordt o.a. Griekse en Latijnse letteren, en filosofie gedoceerd.

### Europa
- Gotische opstand van Theodorik I vangt aan. De Goten nemen Aquitanië in bezit en voorzien zich van een toegang tot de Middellandse zee. Vervolgens trekken ze op naar Arles om de Romeinen onder druk te zetten.
- mei - Flavius Aspar beëindigt de burgeroorlog door keizer Johannes bij Ravenna te verslaan met een Oost-Romeins leger. De keizer wordt gevangengenomen en in Aquileia geëxecuteerd.
- juli - Flavius Aëtius arriveert in Noord-Italië met een hulpleger van Hunnen. Bij aankomst in Ravenna hoort hij dat Johannes is gedood en sluit een vredesverdrag met Placidia.
- 23 oktober - De 6-jarige Valentinianus III (r. 425-455) wordt gekroond als keizer van het West-Romeinse Rijk. Zijn moeder Galla Placidia regeert als regentes over het rijk.

- Aëtius wordt door Valentinianus III benoemd tot opperbevelhebber (magister militum) van het Romeinse leger in Gallië. De Hunnen worden afgekocht en trekken zich terug.
- In Ravenna wordt het mausoleum van Galla Placidia gebouwd. De graftombe is aan de binnenkant versierd met prachtige mozaïeken en heeft drie sarcofagen.

## Overleden
- 10 oktober - Atticus, patriarch van Constantinopel
- Flavius Castinus, Romeins consul en veldheer (waarschijnlijke datum)
- Johannes, Romeins usurpator (tegenkeizer)
- Sulpicius Severus, christelijk schrijver